# Ponte di Sabbioncello
Il ponte di Sabbioncello (in croato Pelješki most) è un ponte strallato situato nella regione raguseo-narentana della Croazia meridionale. L'infrastruttura, che collega la località di Komarna con la penisola di Sabbioncello, mette in comunicazione l'estremitá meridionale della Croazia, inclusa Ragusa di Dalmazia (Dubrovnik), con il resto del paese, permettendo di evitare la striscia costiera di Neum (in Bosnia-Erzegovina) e i relativi valichi di frontiera. Il ponte è stato inaugurato nel luglio 2022.

## Storia

Carta della penisola di Sabbioncello, in cui si possono notare la posizione del ponte (linea rossa) e il porto bosniaco di Neum che divide la Croazia in due (i confini internazionali sono punteggiati).

Quasi tutta la regione raguseo-narentana è separata dal resto della Croazia dalla striscia costiera di Neum, l'unico sbocco al mare della Bosnia ed Erzegovina. Il ponte consente di evitare lo sconfinamento in territorio bosniaco (precedentemente possibile solo grazie al traghetto tra le città croate di Trappano e Porto Tolero).
Il progetto è stato avviato per la prima volta nel 2007 dalle autorità croate, prima di essere interrotto nel 2012 a causa della crisi economica. Nel 2015, l'allora Primo ministro croato Zoran Milanović ne annunciò il rilancio.
L'iniziativa ha suscitato la contrarietà delle autorità bosniache (sostanziata in una lettera del settembre 2017), che temevano che il ponte costituisse un ostacolo al passaggio di grandi navi da e verso il porto di Neum. Per venire incontro a tali perplessità, il ponte presenta un'altezza di 55 metri. Nel gennaio 2018, la presidente croata Kolinda Grabar-Kitarović ha riaffermato che il ponte è di grande importanza per la Croazia e non è diretto contro gli interessi della Bosnia ed Erzegovina. Nell'agosto dello stesso anno il primo ministro della Bosnia-Erzegovina Denis Zvizdić aveva chiesto di fermare il progetto e di risolvere prima la disputa sui confini tra i due Paesi.
A giugno 2017, la Commissione europea aveva annunciato il finanziamento all'85% del suo costo, pari a 357 su 420 milioni di euro. Il contratto per la sua costruzione è stato firmato nell'aprile 2018 tra il governo croato e il consorzio cinese China Road and Bridge Corporation, che se lo è aggiudicato con l'offerta vincente di 2 miliardi di HRK. Nel luglio 2021 è stata completata la parte strutturale. Nel cantiere hanno lavorato 200 operai, di cui 155 cinesi e 50 croati.
Il 26 luglio 2022, insieme al ponte, è stata inaugurata la tratta stradale tra gli svincoli di Duboka (inizio della nuova superstrada a nord) e Prapratno.